# Karl Philipp Moritz
Karl Philipp Moritz (Hameln, 1756. szeptember 15. – Berlin, 1793. június 26.) német író.
A sokoldalú szerző a Sturm und Drang képviselője, a felvilágosodás és klasszicizmus egyik nagy alakja, a korai romantika kialakulásában is volt szerepe.

## Élete
Édesapja (Karl Philipp Morizt) sikertelen katonazenész, aki a puritán felekezet szigorúan vallásos szellemében nevelte fiát és zsarnokként, drákói szigorral ügyelt felesége és gyerekei mindennapjai felett. Moritz egy braunschweigi kalapkészítőhöz került segédnek, de a mester még apjánál is szigorúbb volt (ugyanahhoz a szektához tartozott) tanoncát kihasználta, éheztette és verte. Nem csoda talán, hogy Moritz tizenhárom éves korában öngyilkosságot kísérelt meg. Ezután apja újra hazavitte és szerencséjére a tábori lelkész felfedezte tehetségét, elkezdett gimnáziumba járni. Felfedezte a könyvek világát, szenvedélyesen olvasott, egyetemre ment. Tanulmányai után árvaházban lett tanító, majd gimnáziumban tanár. Két legboldogabb évét Olaszországban töltötte, itt ismerkedett meg Goethével is és Németországban az ő befolyásának köszönhette a berlini egyetemi professzori állást. Élete minden tekintetben jobbra fordult. 1792. augusztus 5-én feleségül vette az akkor 15 éves Christiane Friederike Matzdorffot, de már 1793 májusában elváltak a feleség hűtlensége miatt. Nélkülözésekkel teli gyermekkora megbosszulta magát, csupán harminchét éves volt, mikor gümőkórban meghalt.

## Munkássága
Az első pszichologizáló német író, legismertebb műve önéletrajzi regénye és egyben fejlődésregény Anton Reiser (1785–1790), illetve Andreas Hartknopf (1785, majd 1790). Regényein kívül egy sor esztétikai elemzése és esszéje is megjelent pl. "Über die bildende Nachahmung des Schönen" (A szép művelő utánzásáról), valamint pszichológiai témákkal is foglalkozott, 1783-ban alapította a Magazin zur Erfahrungsseelenkunde című lapot, amely gyakorlatilag az első német pszichológiai folyóirat volt.